# Carnival of Light (álbum)
Carnival of Light es el tercer álbum de estudio de la banda de rock alternativo británica Ride, que fue lanzado en junio de 1994 por Creation Records. El álbum mostró el cambio de la banda desde el shoegazing a un sonido de rock psicodélico más tradicional.
El material no fue bien recibido por los críticos. Incluso la banda se mostró desilusionada con el resultado del disco, al que terminó calificando como Carnival of Shite (Carnaval de Mierda).

## Lista de canciones
Todas las canciones escritas y compuestas por Andy Bell, excepto donde está indicado. 
| Álbum original |                                                  |                            |                         |                    |          |  |
| N.º            | Título                                           | Letras                     | Música                  | Vocalista          | Duración |  |
| 1.             | «Moonlight Medicine»                             | Mark Gardener              | Gardener                | Gardener           | 6:49     |  |
| 2.             | «1000 Miles»                                     | Gardener                   | Gardener                | Gardener with Bell | 5:00     |  |
| 3.             | «From Time to Time»                              | Gardener                   | Gardener, Steve Queralt | Gardener and Bell  | 5:05     |  |
| 4.             | «Natural Grace»                                  | Loz Colbert                | Loz Colbert             | Gardener and Bell  | 4:40     |  |
| 5.             | «Only Now»                                       | Gardener, Jack Rieley      | Gardener                | Gardener           | 4:25     |  |
| 6.             | «Birdman»                                        |                            |                         | Bell               | 6:39     |  |
| 7.             | «Crown of Creation»                              |                            |                         | Bell               | 4:41     |  |
| 8.             | «How Does It Feel to Feel?» (The Creation cover) | Eddie Phillips, Bob Garner | Phillips, Garner        | Gardener and Bell  | 3:40     |  |
| 9.             | «Endless Road»                                   |                            |                         | Bell               | 3:30     |  |
| 10.            | «Magical Spring»                                 |                            |                         | Bell with Gardener | 4:25     |  |
| 11.            | «Rolling Thunder»                                |                            |                         |                    | 2:08     |  |
| 12.            | «I Don't Know Where It Comes From»               |                            |                         | Bell               | 5:32     |  |
| 56:33          |                                                  |                            |                         |                    |          |  |

| Bonus tracks |                              |                   |          |  |
| N.º          | Título                       | Vocalista         | Duración |  |
| 1.           | «Don't Let It Die»           | Gardener          | 3:12     |  |
| 2.           | «Let's Get Lost»             | Gardener and Bell | 3:56     |  |
| 3.           | «At the End of the Universe» | Gardener and Bell | 7:55     |  |

## Personal

### Ride
- Laurence Colbert – batería, percusión
- Steve Queralt – bajo, Fender Rhodes en «Only Now»
- Mark Gardener – voz solista, guitarra rítmica, tamboura
- Andy Bell – voz solista, guitarra solista; piano en «Crown of Creation», «Endless Road», y «Magical Spring»; órgano Hammond en «Crown of Creation» y «Endless Road», Fender Rhodes en «From Time to Time»

### Músicos adicionales
- Jon Lord – Órgano Hammond en «Moonlight Medicine»
- Electra Strings – cuerdas en «Moonlight Medicine», «1000 Miles», «From Time to Time» y "Only Now»
- Kick Horns – trompas en «Endless Road» y «Let's Get Lost»
- The Christchurch Cathedral School Choir – coro en «I Don't Know Where It Comes From»